# MacGreine
MacGreine, właśc. Ceathur MacGréine – mityczny król Irlandii z braćmi MacCuillem i MacCechtem w latach 1046-1016 p.n.e. Syn Cermada z ludu Tuatha Dé Danann, syna Eochaida Praojca, zwanego Dagdą, mitycznego króla Irlandii.
Imię MacGreine pochodziło od imienia jego boga Griana (Słońce) i oznacza „syn Słońca”. Wraz z dwoma braćmi zabił Luga Długorękiego. W ten sposób zemścił się za śmierć ojca. Trzej bracia zostali potem wspólnie królami Irlandii, dzieląc się między sobą krajem. Wspólnie poślubili córki Fiachy mac Delbaith, poprzedniego króla iryjskiego. Jego żoną była Ériu. Według różnych źródeł ich panowanie trwało 29 lub 30 lat. Byli oni ostatnimi królami z ludu Tuatha Dé Danann przed nadejściem Milezjan.
W czasie trzydziestego roku panowania doszło do najazdu z południa, z Hiszpanii. Flota Milezjan przybiła na południowym zachodzie wyspy Irlandii. Między najeźdźcami a królami iryjskimi doszło do bitwy pod Sliabh Mis w trzecim dniu po zejściu na ląd. Pierwsze starcie było bez rozstrzygnięcia. W tej bitwie poległa Scota, córka Faraona, żona Mila; pochowano ją pomiędzy Sliabh Mis a morzem. Zginęła także Fas, żona Una, syna Uige, od której nazwano to miejsce, Gleann Faisi. Po tych wydarzeniach synowie Mila wycofali się. Wkrótce jednak powtórnie wylądowali u ujścia Boyne i na równinie Brega. Tutaj doszło do kolejnej bitwy pod Tailtinn, która trwała przez długi czas. Kiedy MacCecht został pokonany i zabity przez Eremona, MacCuill przez Emera Finna, a MacGreine przez Amergina, Dananianie przegrali. Ich żony i królowe także zostały zabite; Ériu z ręki Suirghe, Fódla z ręki Edana, a Banba z ręki Caichera. Bitwa ta trwała dotąd, aż wszyscy Dananianie zostali wybici, gdziekolwiek byli dogonieni. Ze strony Milezjan zginęli dwaj sławni wodzowie, mianowicie Fuad pod Sliabh Fuaid i Cuailgne pod Sliabh Cuailgne.